# Morris Swadesh
Morris Swadesh (* 22. Januar 1909 in Holyoke, Massachusetts; † 20. Juli 1967 in Mexiko-Stadt) war ein US-amerikanischer Sprachwissenschaftler.
Swadesh war Sohn russischer jüdischer Einwanderer. Er studierte an der University of Chicago und der Yale University, wo er auch promoviert wurde. Während des Zweiten Weltkriegs arbeitete er an militärischen Projekten.
Im Mai 1949 wurde Swadesh, der am City College of New York arbeitete, entlassen, da es gegen ihn Vorwürfe gab, er sei ein Kommunist. 1954 bekam er einen Lehrstuhl als Professor am Instituto Politécnico Nacional in Mexiko-Stadt, wo er bis zu seinem Tod verblieb.
Swadesh ist Schöpfer der traditionellen Glottochronologie. Seine für diese Zwecke entworfenen Testlisten mit (lexikalischen) Konzepten, von denen er annahm, dass es für diese Wörter in jeder Sprache gibt, werden oft Swadesh-Listen genannt. Er befasste sich zudem mit Indianersprachen. Einer seiner Schüler war Floyd Lounsbury.